# Fors, Nynäshamns kommun
Fors är en småort i Ösmo socken i Nynäshamns kommun i Stockholms län. Fors ligger nordost om Ösmo, utmed riksväg 73.